# Halesia diptera
Halesia diptera es una especie de arbusto perteneciente a la familia  Styracaceae, nativa del sudeste de los Estados Unidos desde Carolina del Sur y  Florida hasta el este de Texas.

## Descripción
Es un gran arbusto o pequeño árbol que alcanza los 4-8 m de altura. Las hojas son caducifolias de 6-12 cm de longitud y 4-7 cm de ancho. Las flores son de color blanco de 2-2.25 cm de longitud que se producen en grupos de 3-6 juntas. El fruto es una drupa seca (no carnosa) con dos alas a los lados, est la distingue de otras especies de  Halesia, las cuales tienen cuatro alas en el fruto.

## Taxonomía
Halesia diptera fue descrita por J.Ellis y publicado en Philosophical Transactions of the Royal Society of London 51: 931, en el año 1761.
Variedades
- Halesia diptera var. diptera
- Halesia diptera var. magniflora R.K.Godfrey[1]

Sinonimia
- Carlomohria diptera Greene
- Halesia reticulata Buckley[4]

## Usos
Halesia diptera se cultiva como planta ornamental.